# Tom Kalmaku
Thomas Kalmaku è un personaggio immaginario, un personaggio di supporto associato alle Lanterne Verdi nella DC Comics.

## Biografia
Thomas Kalmaku fu introdotto come giovane ingegnere Inuit alla Ferris Aircraft, come anche pilota da test Hal Jordan. Nella Silver Age ci si riferiva a lui come a Pieface (Faccia da Torta), tuttavia non fu usato per molto tempo. Nelle sue prime comparse Thomas ebbe una fidanzata di nome Terga. Si sposarono, ma si separarono.
Thomas fu una delle poche persone a venire a conoscenza dell'identità segreta di Hal Jordan, e tenne un giornale di tutte le avventure di Lanterna Verde, che più tardi pubblicò come una biografia di Hal Jordan. In molte storie aiutò anche l'eroe, o ci fu bisogno di lui al momento del bisogno. Come spalla senza costume, ebbe un ruolo simile a quello di Jimmy Olsen, diverso solo dal fatto che Jimmy non conosce l'identità di Superman.
Durante il crossover di Millennium, si scoprì che Thomas fu uno degli "Scelti" che avrebbero formato i Nuovi Guardiani. Ebbe il superpotere di tirare fuori il meglio dalle persone. Rimase insieme alla squadra su un'isola per qualche tempo. Quando Guy Gardner comparve su una barca per prenderere la posizione di capo della squadra, Tom tentò di calmare la situazione, dato che lui e la squadra volevano aiutare Guy con i suoi problemi di rabbia. La situazione degenerò e Guy fu rimosso dall'isola con la forza dal potere di Gloss. Più tardi, Tom lasciò la squadra per stare con la sua famiglia.
Il fumetto Legacy: The Last Will and Testament of Hal Jordan si concentrava su Tom, e la sua immensa difficoltà con i problemi causati dalla rabbia di Hal Jordan e le conseguenti morti. Nel fumetto, Tom va in missione per conto di Hal, al fine di ricostruire il pianeta Oa e la Grande Batteria del Potere Centrale, e per sistemare le relazioni con sua moglie, suo figlio, e sua figlia, che aveva coltivato poveramente.
Più tardi si scoprì che stava per diventare socio di Carol Ferris nella Ferris Aircraft. Disse anche che i Guardiani una volta gli offrono un anello del potere, ma che non lo volle declinandolo con un semplice "Naw". Originariamente, fu rivelato su Legacy, che Tom era la scelta di Hal Jordan per il suo eventuale rimpiazzo.
Tom ebbe una breve comparsa nella storia "Secret Origins", che rievocava alcune vecchie storie del mito delle Lanterne Verdi. In queste nuove origini, Tom odiava essere chiamato "Pieface" da un arrogante pilota, e fu difeso da Hal, che era appena stato assunto nella Ferris Aircraft.

## Altre versioni
Tom fece una breve comparsa nella miniserie DC: The New Frontier di Darwyn Cooke (2003-2004), che è una storia di un universo alternativo ambientato negli anni cinquanta. Qui, Tom obiettò con vigore al nome Pieface quando Hal Jordan lo utilizzò per la prima volta, ma subito si scusò con lui quando capì che non c'era nessuna intenzione di schernirlo o offenderlo.